# Ptecticus rufus
Ptecticus rufus är en tvåvingeart som först beskrevs av Carl Ludwig Doleschall 1858.  Ptecticus rufus ingår i släktet Ptecticus och familjen vapenflugor. Inga underarter finns listade i Catalogue of Life.